# آیا می‌خواهی (ترانه)
«آیا می‌خواهی» (انگلیسی: Voulez-Vous؛ ‏ تلفظ می‌شود [vule vu] ‏voo-lay-voo) ترانه‌ای از گروه پاپ سوئدی آبا است که در سال ۱۹۷۹ منتشر شد. خوانندگان اصلی ترانه آنگنیه‌تا فلتسکوگ و آنی-فرید لینگستاد هستند. این ترانه مطابق آمار سپتامبر ۲۰۲۱ سیزدهمین تک‌آهنگ پرفروش آبا در بریتانیا بوده‌است.
مجلهٔ بیلبورد این ترانه را یکی از «با انرژی‌ترین ترانه‌های آبا» توصیف کرد و بیان کرد که این آهنگ «لحن موسیقایی تقریباً روسی» دارد.

## جداول موسیقی
| جدول (۱۹۷۹)                           | بالاترین رتبه |
| ------------------------------------- | ------------- |
| استرالیا (گزارش موسیقی کنت)           | ۷۹            |
| بلژیک (اولتراتاپ ۵۰ فلاندرز)          | ۱             |
| تک‌آهنگ‌های برتر کانادا (آرپی‌ام)        | ۸۷            |
| فنلاند (جدول‌های رسمی فنلاند)          | ۲۰            |
| ایرلند (ایرما)                        | ۳             |
| هلند (۴۰ آهنگ برتر)                   | ۴             |
| هلند (۱۰۰ تک‌آهنگ برتر)                | ۳             |
| سوئیس (شوایزر هیت‌پاراد)               | ۹             |
| تک‌آهنگ‌های بریتانیا (اوسی‌سی)           | ۳             |
| آمریکا بیلبورد هات ۱۰۰                | ۸۰            |
| آمریکا بزرگسالان معاصر (مجلۀ بیلبورد) | ۳۷            |
| ۱۰۰ ترانۀ برتر کش‌باکس آمریکا          | ۸۵            |
| آمریکا رکورد ورلد                     | ۷۷            |
| آلمان غربی (جدول‌های رسمی آلمان)       | ۱۴            |

| جدول (۱۹۷۹)                     | رتبه |
| ------------------------------- | ---- |
| بلژیک (اولتراتاپ ۵۰ فلاندرز)    | ۱۵   |
| هلند (۴۰ آهنگ برتر)             | ۵۴   |
| هلند (۱۰۰ آهنگ برتر)            | ۸۳   |
| تک‌آهنگ‌های بریتانیا (میوزیک ویک) | ۵۱   |

## گواهینامه‌ها و فروش
| منطقه                                      | گواهی | واحد گواهی‌شده/فروش |
| ------------------------------------------ | ----- | ------------------ |
| فرانسه                                     | —     | ۱۰۰٬۰۰۰            |
| پرتغال                                     | —     | ۹٬۵۰۰              |
| بریتانیا (بی‌پی‌آی) فروش دیجیتال از سال ۲۰۰۴ | طلا   | ۴۰۰٬۰۰۰            |
| رقم فروش+پخش جاری تنها بر پایهٔ گواهی‌ها.    |       |                    |